# 封柔
封柔（478年—544年），字思温。冀州渤海蓨縣（今河北景縣）人。中國北魏時期渤海封氏人物。有墓志铭出土。

## 生平
八世祖封仁，魏侍中。六世祖封释，晋平州刺史、领护东夷校尉。祖父封景，冀州别驾从事史。父封仲灵，东莞、东安二郡太守。
封柔辟州主簿、本国大中正。除辅国将军、谏议大夫。除骠骑大将军府长史，俄迁征虏将军、中散大夫，从班列也。除沧州骠大府司马。寻除安德太守。除平东将军、开府咨议参军事。以大魏武定二年（544年）三月十九日遘疾卒于广乐乡新安里，春秋六十七。夫人博陵崔氏，年廿九，以熙平二年（517年）八月十日奄遭非命云亡。以来廿九载今便改榇合窆玄宫。继夫人东平毕氏，以去兴和三年（541年）七月十一日遘疾卒。今亦同迁窆。

## 家族
- 祖父：封景，冀州别驾从事史。
- 父亲：封仲灵，东莞、东安二郡太守。
- 夫人：博陵崔氏（489-517年）
- 继夫人：东平毕氏毕修密（490-541年），兖州东平郡人。祖毕众爱、父毕闻慰（文慰）、兄毕祖彦，《魏书》有传。